# XVI dzielnica (Budapeszt)
XVI dzielnica Budapesztu – dzielnica Budapesztu leżąca na lewym brzegu Dunaju. Obejmuje jeden ze wschodnich powiatów po stronie peszteńskiej.

## Położenie
Na północy dzielnica graniczy z Csömör, na wschodzie z Kistarsca i Nagytarsca, na południowym wschodzie z Rákosmente, na południowym zachodzie z Kőbánya, na zachodzie z Zugló, na północnym zachodzie z XV dzielnicą.

## Komunikacja miejska
Przez dzielnicę przebiega kolejka HÉV, autobusy, tramwaje oraz znajduje się tu początkowa stacja drugiej linii metra Örs vezer tere.

## Media rejonowe
- XVI. Kerületi Újság (gazeta XVI. dzielnicy) – oficjalne pismo rządowe
- Aktualności lokalne – niezależne pismo dzielnicy
- Forum Obywatelskie

## Burmistrzowiedzielnicy
- Fekete Gábor (1990–1994)
- Kovásc Attila (1994–1998)
- Szabó Lajos Mátyás (1998–2006)
- Kovács Péter (2006–obecnie)

## Główne drogi dzielnicy
- Veres Péter út
- Csömöri út
- Rákosi út
- Szlovák út
- Újszász utca

## Miasta partnerskie
- Waltershausen, Niemcy
- Novi Vinodolski, Chorwacja
- Canistro, Włochy
- Zápszony, Ukraina
- Pozsonypüspöki, Słowacja
- Érmihályfalva, Rumunia
- Kishegyes, Serbia
- Hanoi, Wietnam (od 2012 roku)